# محمد قحطان
محمد قحطان (و. 1958 -) هو برلماني يمني، وهو قيادي في حزب التجمع اليمني للإصلاح، وعمل ناطقاً رسمياً لتكتل أحزاب اللقاء المشترك (2003 - 2011).
بعد انقلاب الحوثيين، وفي 4 أبريل 2015 اختطف مسلحون حوثيون محمد قحطان. وذلك بعد فرض إقامة جبرية عليه لأيام. يذكر أن قحطان كان ممثل حزب الإصلاح في الحوارات التي كان يشرف عليها المبعوث الأممي جمال بنعمر بين القوى السياسية والحوثيين. في 20 يناير 2016 قالت منظمة العفو الدولية في بيان عاجل لها أن قحطان عرضة للتعذيب وأن حالته الصحية قد تتدهور بسبب إصابته بمرض السكري.

## سيره
درس حتى الثانوية في مدينة تعز، ومن ثم التحق بالجيش، ومن ثم دخل كلية الشريعة والقانون بجامعة صنعاء، عمل مدرساً في تعز خلال الفترة (1974-1980).
وفي الدور الحزبي تولي رئاسة الدائرة التنظيمية لحزب التجمع اليمني للإصلاح حتى عام 1994، ومن ثم تولى رئيس الدائرة السياسية في حزب التجمع اليمني للإصلاح وحتى الآن. وعند اعلان تكتل أحزاب اللقاء المشترك عمل ناطقاً له حتى 2011.

## اعتقاله من الحوثيين
اختطف الحوثيين القيادي الإصلاحي وعضو الهيئة العليا للحزب «محمد قحطان» في 4 أبريل 2015، حسب تقرير لهيومن رايتس ووتش،  وكان الحوثيين قد اعتقلوا قحطان في محافظة إب في 24 فبراير، وأعادوه إلى منزله في صنعاء وفرضوا عليه إقامة جبرية.
وكان الحوثيون قد بدأوا حملة اعتقالات في أبريل بعد وقت قصير من تأييد حزب الإصلاح علناً للغارات الجوية التي يشنها تحالف بقيادة سعودية على الحوثيين والتي بدأت في 26 مارس، حيث احتجز الحوثيون أكثر من 100 شخص من أعضاء الإصلاح دون اتهامات. كما أخفوا بعضهم قسراً، وفي الفترة نفسها اعتُقل قحطان، وهو عضو بارز في لجنة الحزب العليا وسلطة اتخاذ القرار فيه.

## وصلات خارجية
- "اليمن: استهداف للمعارضة واعتقالات تعسفية وعمليات اختطاف على أيدي الحوثيين والموالين لصالح - منظمة العفو الدولية Amnesty International". منظمة العفو الدولية. مؤرشف من الأصل في 2018-06-22. اطلع عليه بتاريخ 2015-06-19.
- "اليمن ـ الحوثيون يخفون معارضا سياسيا - Human Rights Watch". هيومن رايتس ووتش. مؤرشف من الأصل في 2018-07-22. اطلع عليه بتاريخ 2015-11-28.
- "اليمن: ناشط سياسي رهن الاعتقال وعرضة للتعذيب: محمد قحطان -  منظمة العفو الدولية". منظمة العفو الدولية. مؤرشف من الأصل في 2020-03-16. اطلع عليه بتاريخ 2016-04-01.